# Nicolas Frederick Djuren

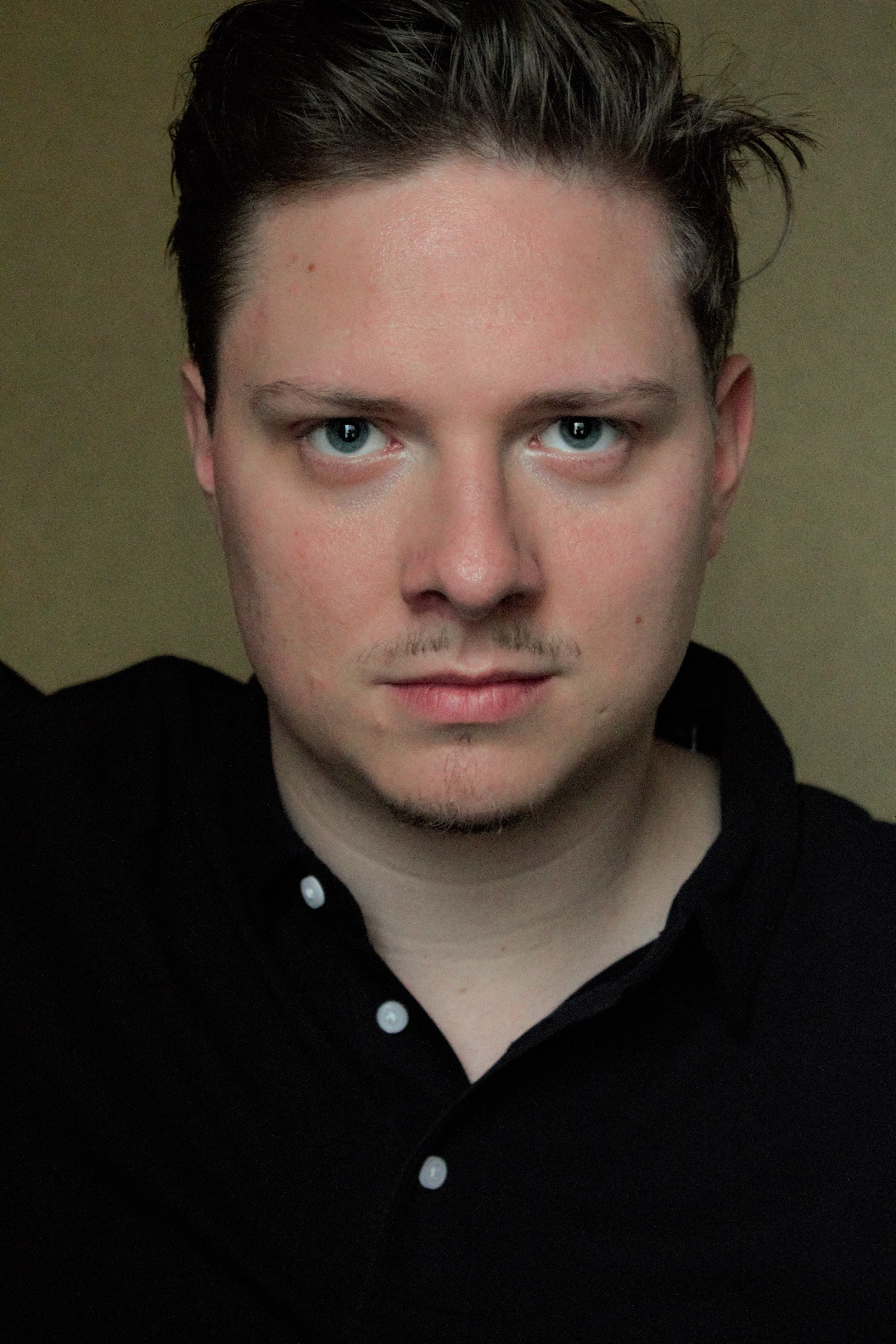
Nicolas Djuren (2022)

Nicolas Frederick Djuren (* 22. Januar 1994 in Bielefeld) ist ein deutscher Theaterschauspieler.

## Leben und Karriere
Nicolas Frederick Djuren wuchs in Bielefeld auf. Er besuchte das Friedrich-von-Bodelschwingh Gymnasium in Bielefeld-Bethel, wo er im Jahr 2013 das Abitur erwarb. Bereits während der Schulzeit war Djuren als ehrenamtlicher Radiomoderator des kleinen Radiosenders „Antenne Bethel“ tätig und absolvierte verschiedene Praktika am Theater Bielefeld. Von 2014 bis 2018 studierte er Schauspiel an der Hochschule für Musik und Theater „Felix Mendelssohn Bartholdy“ in Leipzig. Im Rahmen dieses Studiums sammelte er von 2016 bis 2018 bereits am Schauspiel Köln erste Studioerfahrungen, unter anderem spielte er bei Faust I & II, Die Weber, Hamlet und Peer Gynt Rollen. Dort arbeitete mit Regisseuren wie Stefan Bachmann und Armin Petras.
Nach Abschluss seines Schauspielstudiums wechselte Djuren im Jahr 2018 an das Staatstheater Nürnberg, wo er bis heute im Ensemble tätig ist.
Im Jahr 2022 wirkte er an den Nibelungen-Festspielen in Worms bei der Uraufführung von „hildensaga. ein königinnendrama“ teil.
Ab der Spielzeit 2025/26 wird Djuren Ensemblemitglied am Volkstheater Wien.

## Theaterrollen (Auswahl)

### Schauspiel Köln
- 2016: Hamlet von William Shakespeare (Regie: Stefan Bachmann)
- 2016: Jemand wie Ich von Charlotte Roos (Regie: Bruno Cathomas)
- 2017: Faust I & II von Johann Wolfgang von Goethe (Regie: Moritz Sostmann)
- 2017: Peer Gynt von Henrik Ibsen (Regie: Stefan Bachmann)
- 2018: Die Weber von Gerhart Hauptmann (Regie: Armin Petras)

### Staatstheater Nürnberg
- 2018: Komödie mit Banküberfall von Lewis, Sayer, Shields (Regie: Christian Brey)
- 2018: Das Ding von Philipp Löhle (Regie: Jan-Philipp Gloger)
- 2018: Lazarus von David Bowie und Enda Walsh (Regie: Tilo Nest)
- 2018: I love you Turkey von Ceren Ercan (Regie: Selen Cara)
- 2019: Andi Europäer von Philipp Löhle (Regie: Tina Lanik)
- 2021: Phädra von Jean Racine (Regie: Anne Lenk)
- 2021: Saal 600 – Eine Spurensuche von Stückentwicklung (Regie Regine Dura und Hans-Werner Kroesinger)
- 2021: Anfang und Ende des Anthropozäns von Philipp Löhle (Regie: Jens-Daniel Herzog)
- 2022: Was ihr wollt von William Shakespeare (Regie: Rafael Sanchez)
- 2022: Der Damm von David Lindemann (Regie: Kieran Joel)
- 2022: Alice im Wunderland von Lewis Caroll (Regie: Johanna Wehner)
- 2023: Orbit-Geschichte einer Band von Philipp Löhne (Regie: Christian Brey)
- 2023: Dieses Stück geht schief (The Play that goes wrong) von Jonathan Sayer, Henry Shields & Henry Lewis (Regie: Christian Brey)
- 2024: Wallenstein von Friedrich Schiller (Regie: Jan Philipp Gloger)
- 2024: Parzival von Wolfram von Eschenbach (Regie: Kieran Joel)
- 2024: Keinen Pinguinen nirgends von David Bösch (Regie: David Bösch)
- 2025: Die Dreigroschenoper von Bertolt Brecht / Musik von Kurt Weill (Regie: Jens-Daniel Herzog)

### Weiteres
- 2022: Hildensaga. Ein Königinnendrama von Ferdinand Schmalz (Regie: Roger Vontobel)